# Файет (окръг, Илинойс)
Окръг Файет (на английски: Fayette County) е окръг в щата Илинойс, Съединени американски щати. Площта му е 1878 km², а населението - 21 802 души (2000). Административен център е град Вандалия.